# Ebomegobius goodi
Ebomegobius goodi är en fiskart som beskrevs av Herre, 1946. Ebomegobius goodi ingår i släktet Ebomegobius och familjen smörbultsfiskar. IUCN kategoriserar arten globalt som otillräckligt studerad. Inga underarter finns listade i Catalogue of Life.